# Асікаґа Тадайосі
Асікаґа Тадайосі (яп. 足利 直義, 1306  —13 березня 1352) — середньовічний військовий та політичний діяч кінця періоду Камакура й початку періоду Муроматі.

## Життєпис
Походив з самурайського роду Асікаґа. Син Асікаґа Садаудзі, ґокеніна Камакурського сьоґунату, особистого васала правлячого сьоґунського дому, і Уесуґі Кійоко. Народився 1306 року. Замолоду розпочав службу у війську. 1326 року призначається другим помічником міністра війни та отримує молодший п'ятий ранг.
У 1331 році доєднався до свого старшого брата Асікаґа Такаудзі, що виступив на боці екс-імператора Ґо-Дайґо проти роду Ходзьо, що фактично керувала Камакурським сьогунатом (події відомі як війна років Ґенко). Відзначився у 1332—1333 роках під час знищення представників Ходзьо. На чолі загону посади принца Нарійосі губернатором Камакури й провінції Кодзуке. Самого 1333 року Тадайосі призначено головою Лівого управління імператорських стаєнь і кокусі провінції Саґамі. Вже 1334 року отримує нижчу ступінь молодшого четвертого рангу.
1335 році стикнувся з повстанням на чолі із Ходзьо Токіюкі, внаслідок чого вимушений був залишити Камакуру. Того ж року стратив принца Морійосі, який перебував в ув'язненні. Невдовзі після цього разом з братом Такаудзі у битві на річці Саґаміґава розбив основні підрозділи бунтівників Ходзьо Токійосі. Ця перемога дозволила захопити знову Камакуру у серпні 1335 року.
Підтримав брата, який висунув вимогу імператору Ґо-Дайґо щодо розширення прав самурайського стану. У листопаді проти Тадайосі та Такаудзі виступив Нітта Йосісада, якого підтримав імператор. У грудні того ж року Тадайосі зазнав поразки й відступив до гір Хаконе, де з'єднався з братом. Спільно з ним у битві біля Хаконе було завдано поразки Йосісаді. Потім Асікаґа Тадайосі брав участь у поході на Кіото й битві біля гори Хіей з військовим імператора.
Слідом за цим у квітні 1336 року Тадайосі рушив на підкорення о. Кюсю, де засіли прихильники поваленого імператора Ґо-Дайґо. У битві при Татарахамі було завдано поразки імператорським військам на чолі із Кікуті Такетосі. За цим розгромлено клан Кікуті, захоплено Кюсю. У липні спільно з братом завдав поразки імператорським військам на чолі із Ніттою Йосісадою і Кусуное Масасіге юідя річки Мінато, неподалік Кобе (битва біля Мінатагави). 1338 року брав участь у вирішальній битві при Ураїсі, де знову було завдано поразки імператорським військам. Після цього було засновано сьогунат Муроматі.
Після перемоги Асікаґа Тадайосі було призначено очільником відомства самурай-докоро, онтаку-буґьо (адміністратор винагород, що полягала в оцінюванні заслуг васалів і ухваленні рішення, кого з них належить винагородити) і очільником Лівої середньої палацової гвардії (са-хйоефу). Також йому надано вищу ступінь молодшого четвертого рангу. Фактично встановилося двовладдя. тадайосі перебував в Камакурі зі статусом заступника сьогуна.
Протягом 10 років накопичувалися конфлікти Тадайосі з його братом сьогуном Ткаудзі. З 1340 року між Тадайосі, Такакудзі і представниками Південної династії безперестанно велася тристороння боротьба за владу. Конфлікт лише розгорався з новою силою. Так, Тадайосі виступав проти призначення військових губернаторів і поділу маєтків (сьонів), частки яких передавалися васалам Асікаґа, був невдоволений позицією радника (сіцудзі) Ко но Моронао. 1344 року Асікаґа Тадайосі отримує молодший третій ранг
У 1347 Тадакудзі відсторонив від справ Тадайосі, призначивши на його місце свого сина Йосіакіру, який до того часу перебував у Камакурі. Однак у результаті кадрових перестановок позиції Ко но Моронао лише посилились і він став реальним управителем країни. Аби якось врятувати ситуацію, у 1349 році сьоґун віддав свого іншого сина Тадафую своєму братові як прийомного сина і доручив йому керування регіоном Тюґоку.
У 1350 року Тадайосі втратив практично всі владні позиції і, здавалося, остаточно програв у війні з оточенням свого брата. На знак капітуляції він навіть прийняв чернечий постриг, але у жовтні 1350 року уклав мир з Південною династією і, заручившись її військовою підтримкою, зібрав армію для походу проти сил Моронао. У 1351 році Тадайосі відкрито перейшов на бік Південної династії, ворогів Асікаґга Талакудзі. Того ж року завдав поразки братові й зайняв столицю — Кіото. Втім згодом Тадайосі уклав мирну угоду з братом, за умовами якої було відсторонення братів Ко но Моронао і Мороясу від влади та прийняння ними постригу. Однак затишшя тривало недовго. Васал Тадайосі, Уесуґі Йосінорі потайки убив двох братів Ко-но за наказом свого сюзерена. Цей інцидент остаточно розколов усіх самураїв Японії на два угруповання. Перше очолили сьоґун Асікаґа Такаудзі зі своїм сином Йосіакірою, а друге — Асікаґа Тадайосі зі своїм прийомним сином Тадафую. До конфлікту приєдналися також регіональні сюго. Розпочалась загальнояпонська війна, звана як смута років Кан'о.
У 1352 року Тадайосі зазнав поразки у битві при Саттаямі, внаслідок чого став просити про примирення з братом. У вирішальній битві на пагорбах Ідзу того ж року Тадайосі зазнав поразки. У пошуках нових солдатів вирушив на схід, до регіону Канто. Але незабаром його було схоплено й запроторено до монастиря Дзомйо-дзі, де той через декілька місяців помер. Ймовірно його було отруєно.

## Меценат
У 1344 році за ініціативою Асікаґа Тадайосі було створено поетичну збірку «Коясан Конґодзаммай-ін тандзаку», який укладено за принкипом акровіршу (оріку). Перші знаки кожного з 12 віршів складає фразу намусакафуцусемусімусарі (南無釈迦仏全身舎利) — «О, мощі будди Шак'я!», що загалом повторюється 10 разів. відповідно збірка складається з 120 віршів.